# Mary Bergin
Mary Bergin (13 de septiembre de 1949, Shankill, Irlanda) es una música folklórica irlandesa reconocida como una de las grandes maestras del tin whistle durante el siglo XX. Toca tanto en el estilo tradicional irlandés como en el barroco.

## Biografía
Mary Bergin nació en Shankill, Condado de Dublín, Irlanda. Sus padres eran músicos: Joe, su padre, tocaba el acordeón diatónico, mientras que su madre Máire era violinista tanto de música académica como tradicional. Mary comenzó a aprender a tocar el tin whistle a la edad de nueve años.
Bergin ganó el All Ireland Tin Whistle Championship en 1970. Se trata de un reconocido certamen que se realiza desde el año 1951 y que tiene categorías por instrumento.
Grabó dos álbumes llamados Feadóga Stáin (1979) y Feadóga Stáin 2 (1993), que influyeron profundamente en la ejecución del tin whistle durante las últimas décadas del siglo XX. La crítica se refirió a estos materiales discográficos como "sobresalientes e inigualables".
A principios de la década de 1970, Bergin se mudó a An Spidéal, condado de Galway. Allí tocó con muchas de las propuestas emergentes más reconocidas de la escena musical irlandesa en aquel entonces, en particular De Danann y Ceoltóri Laighin.
En la década de 1990 formó parte del grupo Dordán, que interpreta música tradicional irlandesa y música barroca con piezas de George Frideric Handel, Henry Purcell y  Johann Sebastian Bach. Con este grupo recibió el National Entertainment Award for traditional music en el año 1993.
Además de lanzar dos álbumes en solitario -que ayudaron a la popularización del tin whistle irlandés moderno y marcaron un estilo- y tres álbumes con Dordán, Mary Bergin ha brindado cursos de este instrumento para miles de alumnos en Irlanda, en toda Europa y en los Estados Unidos.

## Estilo de ejecución

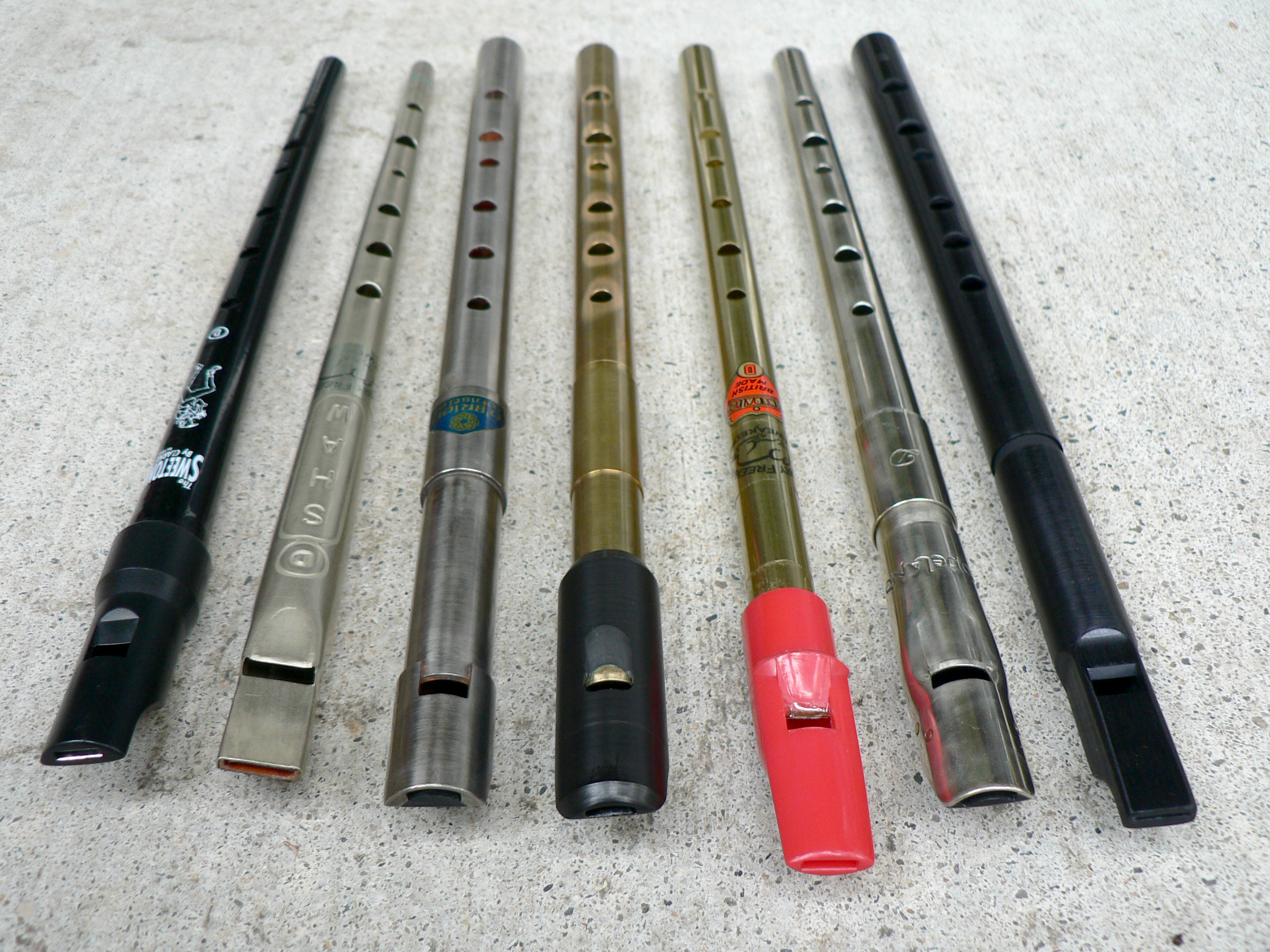
Mary Bergin es una exponente del tin whistle, un tipo de flauta irlandesa.

Si bien Mary Bergin estuvo en contacto desde una temprana edad con músicos irlandeses de renombre, su estilo está particularmente influenciado por el flautista Packie Duignan y el whistle de Willie Clancy.
Bergin toca el whistle "para zurdos", cubriendo con los agujeros superiores del instrumento con la mano derecha y los inferiores con la izquierda. En su ejecución combina el uso de la ornamentación tradicional irlandesa, realizada con los dedos, con la utilización de la lengua.
Fintan Vallely, un estudioso de la música tradicional de Irlanda, ha descrito la forma de tocar de Bergin como "brillantemente ornamentada pero ordenada", con una "articulación nítida". Por su parte, el escritor y flautista Gray Larsen se refiere a su ejecución como "precisa", "elegante" y "simplificada".

## Discografía

### En solitario
- Feadóga Stáin (1979)
- Feadóga Stáin 2 (1993)

### Dordán
- Irish Traditional and Baroque Music (1 de julio de 1991)
- Jigs to the Moon (18 de octubre de 1994)
- The Night Before...A Celtic Christmas (25 de agosto de 1998)
- Celtic Aire (13 de julio de 1999)